# Roger Givel
Roger Givel ist ein Schweizer Medienunternehmer. Er wurde insbesondere durch die Gründung und den Aufbau der Online-Plattform Marktindex.ch sowie weiterer regionaler Medienprojekte wie bestforyou Zentralschweiz und des digitalen Radiosenders Radio Lozärn bekannt, der als erster Radiosender der Schweiz eine KI-Moderation einführte.

## Leben
Roger Givel (* 11. Juni 1945 in Zürich) wuchs in der Schweiz auf. Seine berufliche Laufbahn begann er mit einer Lehre als Bäcker-Konditor bei Alois Meile in Luzern. Schnell merkte er jedoch, dass handwerkliche Routine nicht seinem Naturell entsprach, und suchte nach neuen, kreativeren Herausforderungen.
Im Anschluss stieg er in den Vertrieb ein: über 26 Jahre lang verkaufte er per Telefon Kaltakquise-Inserate, mit bis zu 80 Anrufen täglich. Diese Erfahrung bildete die Grundlage für sein späteres Unternehmertum in der Medienbranche.
In den 1990er-Jahren verlegte er sein Geschäftsmodell ins Internet. Er wandelte seine Print-Gratisausgaben in digitale Webzeitschriften um und gründete Plattformen wie Marktindex.ch, bauen‑wohnen‑schweiz.ch und freizeitangebote.ch. Gleichzeitig initiierte er den Radiosender Radio Lozärn – sein erster Schritt in Richtung Medienunternehmertum.
Als Unternehmer etablierte sich Givel als regionaler Medienmacher: Er leitete die Marktindex AG und baute mit Mitarbeitern ein Konzept auf, das regionale Werbung, Webmagazine und lokale Reichweite verbindet. Das Format booklets erschien bis 2024 sowohl online als auch gedruckt in über 600 Betrieben – stets verbunden mit QR-Codes für vertiefende Inhalte. Ab 2025 wurde daraus das Magazin bestforyou Zentralschweiz, welches mit einer Auflage von über 10'000 jeden zweiten Monat erscheint.
In den frühen 2020er-Jahren gelang ihm ein technologischer Meilenstein: Radio Lozärn war der erste Radiosender der Schweiz mit KI-Moderation. Der virtuelle Moderator «Mike» wurde im Januar 2024 eingeführt, spricht dreimal pro Stunde und stellt einen neuen Standard der digitalen Radioproduktion dar. Gründer Givel bezeichnete dies als Schritt in die Zukunft, ein Pionierprojekt mit grossem Innovationswert für die Region.

## Weblink
- Website von Roger Givel